# Aart Romijn
Aart Romijn (Zaandam, 4 januari 1907 - Amsterdam, 26 oktober 1996) was een Nederlands schrijver van romans en kinderboeken. 

## Biografie
Romijn werd geboren in Zaandam. Zijn vader was verffabrikant. Op 9-jarige leeftijd verhuisde hij naar Amsterdam. Hij volgde een onderwijzersopleiding in Zwolle. Hij was werkzaam in het onderwijs, eerst op een lagere school in de Spaarndammerbuurt in Amsterdam. In 1938 werd hij hoofd van de school. In 1944 stapte hij over naar het voortgezet onderwijs. Hij werd conrector en leraar Nederlands aan het Christelijk Lyceum Buitenveldert in Amsterdam. 
Zijn romans handelen onder meer over de problemen van de opgroeiende jeugd en worden gedragen door een protestants-christelijke visie. Zijn werk werd daarom vooral gelezen in protestantse kring. Zijn romans en vooral zijn kinderboeken waren in de jaren vijftig zeer succesvol. Het kinderboek Van Hollandse jongens in de Duitse tijd was baanbrekend omdat het de levens van kinderen uit zowel "goede" als "foute" gezinnen behandelde. Naast jeugdliteratuur schreef hij in de periode 1936 - 1984 ruim dertig romans en verhalenbundels. De roman De achtergrond uit 1948 wordt algemeen beschouwd als het beste van Romijn's oeuvre en is vele malen herdrukt.

### Romans
- 1946 - De weg die wij gaan
- 1947 - Het smalste fundament
- 1948 - De achtergrond
- 1949 - Het wonder der jaren
- 1950 - Het beloofde land
- 1950 - Vijf en veertig
- 1951 - Voorgoed begonnen
- 1952 - Wie zonder zonde is
- 1953 - Het leven is goed
- 1954 - De laatste Ansman
- 1957 - Geert Dammers (trilogie)
- 1963 - Onze heer de Groot
- 1977 - Bedreigde buurt
- 1977 - Schoolslag
- 1979 - Ik ben die ik ben

### Kinderboeken
- 1939 - In en om de pastorie
- 1940 - Puk Verhoef en de stroper
- 1947 - Ido Heegstra strijdt voor de vrijheid
- 1950 - Marietje heeft het moeilijk
- 1952 - Van Hollandse jongens in de Duitse tijd
- 1955 - Deetje helpt moeder
- 1955 - Ela de berendoder
- 1959 - Bram Verhagen
- 1961 - Strijd om Onne